# 新摩爾多瓦

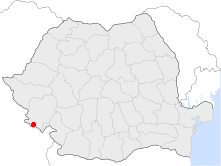

新摩爾多瓦是羅馬尼亞的城鎮，位於該國西南部，距離首府雷希察66公里，由卡拉什-塞維林縣負責管轄，面積146平方公里，海拔高度120米，2009年人口13,256，大多數居民信奉東正教。